# Стівен Вебстер
Стівен Вебстер (англ. Stephen Webster; нар. ? 1959) — британський дизайнер ювелірних виробів, найвідоміший як засновник його однойменного ювелірного бренду.

## Біографія
Народився в Грейвсенді, Кент, Вебстер отримав освіту в Грімсендській гімназійній школі, а пізніше — в коледжі дизайну Медвея (тепер Університет творчих мистецтв, Рочестер).
Після закінчення тренувань від Тоні Шеперда (він був колишнім старшим розпорядником фірми Goldsmiths), Вебстер працював майстром для кількох діючих лондонських дизайнерських будинків. Серед багатьох високо оцінених робіт була честь, двічі, розробляти De Beers Diamond Stakes Trophy. Після отримання визнаної честі De Beers в 1982 році (акредитація, яка позначила офіційний прохід Вебстера до торгівлі ювелірними виробами) Вебстер переїхав до Канади для розробки незалежної ювелірної справи. Після короткого повернення до Великої Британії в 1984 році Вебстер визначив потенційний ринок своїх ювелірних виробів у Каліфорнії, де його сміливий стиль у поєднанні з відважним використанням барвистих екзотичних дорогоцінних каменів привертав увагу вільнодумців та модних клієнтів, клієнтів Західного узбережжя.
Після великого успіху та ретельної розбудови Вебстер повернувся до Лондона в 1989 році, щоб створити однойменну компанію Stephen Webster. Створення його бренду на основі технічного досвіду, яке вперше було розроблено на робочій стільці в лондонському Хаттон-Гардені (де Вебстер розпочав своє навчання у віці 16 років). це явно британська спадщина і пристрасть до традиційної справи залишаються в центрі бренду Стівена Вебстера сьогодні. На даний момент торгова марка має понад 200 пунктів продажу по всьому світу та флагманські магазини в Лондоні, Беверлі-Хіллз, Москві, Санкт-Петербурзі та Києві.
У 2007 році Вебстер був відзначений почесним ступенем магістра мистецтв в Університеті творчих мистецтв, а в 2013 році Вебстер був призначений членом ордена Британської імперії.